# Anti-Aircraft Command
Anti-Aircraft Command was een commando van de British Army, die tijdens de Tweede Wereldoorlog de eenheden van de luchtafweer van de Britse eilanden beheerde. Het Anti-Aircraft Command werd in 1939 geformeerd en bleef tot oktober 1955 in functie.
De oprichting van een commando voor het luchtafweergeschut was al in 1938 aangekondigd maar de Anti-Aircraft Command werd pas op 1 april 1939 geformeerd. Het Anti-Aircraft Commando stond onder generaal Alan Brooke, die al snel vervangen werd door luitenant-generaal Frederick Alfred Pile. Pile bleef tot aan het einde van de oorlog op zijn post.
Het Anti-Aircraft Command stond onder de operationele leiding van het RAF Fighter Command en had zijn hoofdkwartier in Glenthorn op het terrein van RAF Bentley Priory, het hoofdkwartier van het Fighter Command.
Het merendeel van het geschut van de Anti-Aircraft Command werd bediend door de reguliere Britse legereenheden. Later in de oorlog werden deze vervangen door mannen van de Home Guard (die de kanonnen laadden en afvuurden) en vrouwen van de Auxiliary Territorial Service (zij gaven de munitie aan en bedienden de richtingzoekers).
Van 1947 tot 1955 bestond de Anti-Aircraft Command uit diverse eenheden.